# 7860 Zahnle
7860 Zahnle eller 1980 PF är en asteroid i huvudbältet som upptäcktes den 6 augusti 1980 av den amerikanske astronomen Edward L.G. Bowell vid Anderson Mesa Station. Den är uppkallad efter amerikanen Kevin J. Zahnle.
Asteroiden har en diameter på ungefär 3 kilometer.